# Rudolf Meringer
Rudolf Meringer (* 9. März 1859 in Wien; † 11. Februar 1931 in Graz) war ein österreichischer Sprachwissenschaftler. Der damaligen Ausrichtung der Sprachwissenschaft entsprechend war er in erster Linie Indogermanist; er wurde in späterer Zeit aber besonders prominent durch eine Pionierarbeit zur Analyse von Versprechern in seinem Buch Versprechen und Verlesen: eine psychologisch-linguistische Studie (1895).

## Leben
Rudolf Meringer studierte Germanistik und vergleichende Sprachwissenschaft an den Universitäten Wien und Berlin. Zunächst an der Universität Wien tätig, war er von 1899 bis 1930 ordentlicher Professor an der Universität Graz. Dort wirkte er auch als Dekan und als Rektor der Universität.

## Werk
In Versprechen und Verlesen: eine psychologisch-linguistische Studie (als Koautor wird der Arzt Karl Mayer genannt) wird eine umfangreiche Sammlung von Versprechern präsentiert, die Meringer weitgehend selbst zusammenstellte. Seine ursprüngliche Intention war, durch Analyse von Versprechern der Natur von Sprachwandelprozessen auf die Spur zu kommen – mit der Überlegung, dass die Summe der Versprecher zu Sprachveränderungen führen könnte. Tatsächlich ergab sich aber durch die Analyse der gesammelten Versprecher, dass sie Aufschluss über Prozesse der aktuellen Sprachproduktion geben. Meringer erkannte, dass Versprecher Einblick in die „Anlage des psychischen Sprechmechanismus“ (S. VII) geben und klassifizierte die Versprecher in fünf Typen (mit jeweils einem Beispiel aus seiner Sammlung):
1. Vertauschungen: Gegengeisteswart (Geistesgegenwart)
2. Vorklänge: Mulkkuh (Melkkuh)
3. Nachklänge: Er wünscht zu wünschen (wissen)
4. Kontaminationen: Ich kann nicht zwei Fliegen auf einmal dienen. (zwei Fliegen mit einer Klappe schlagen/zwei Herren auf einmal dienen)
5. Substitutionen: Zeichen zum Aufmarsch (Aufbruch)

Die unterschiedlichsten sprachlichen Einheiten (Laute, Silben, Morpheme, Wörter) können an Versprechern dieser Typen beteiligt sein. Dadurch zeigte sich, dass diese von der Linguistik postulierten Einheiten im Sprachgebrauch und in der mentalen Sprachverarbeitung eine reale Existenz besitzen.
Sigmund Freuds Studie Zur Psychopathologie des Alltagslebens (zuerst 1904) präsentierte eine psychoanalytische Interpretation von Versprechern und stützte sich dabei auf die Beispiele aus Meringers Werk. Versprecher wurden als Ausdruck unterdrückter, weitgehend unbewusster Motivationen gesehen. Diese Interpretation von Freud war von der Meringers fundamental verschieden, was zu einer erbitterten Kontroverse zwischen den beiden führte.
Meringer führte die Analyse von Versprechern in seiner Schrift Aus dem Leben der Sprache (1908) weiter. Daneben war Rudolf Meringer auch an volkskundlichen Studien und an der Herausbildung der Onomasiologie, insbesondere an der Wörter-und-Sachen-Version der Semantik beteiligt.

## Schriften
- mit Karl Mayer: Versprechen und Verlesen: eine psychologisch-linguistische Studie. Göschen’sche Verlagshandlung, Stuttgart 1895; Neudruck: Anne Cutler, David Fay (Hrsg.): Amsterdam Studies in the Theory and History of Linguistic Science II: Classics in Psycholinguistics. Band 2. Benjamins, Amsterdam 1978.
- Aus dem Leben der Sprache. B. Behr, 1908.
- Wörter und Sachen. In: Germanisch-Romanische Monatsschrift. Band 1, 1909, S. 593–598.